# Mayra Flores
Mayra Nohemi Flores (Burgos, Tamaulipas, México; 1 de enero de 1986) es una profesional de la salud y política mexicana-estadounidense que fue representante del 34.º distrito congresional de Texas de 2022 a 2023. Miembro del Partido Republicano, Flores participó activamente en la política del condado de Hidalgo antes de su elección a la Cámara de Representantes de los Estados Unidos en junio de 2022.
Tras la renuncia del representante demócrata Filemón Vela Jr., Flores ganó una elección especial para sucederle y es la primera mujer nacida en México en servir en el Congreso de los Estados Unidos ganando en un distrito que votó por el partido Demócrata por 100 años hasta la elección de Flores.
Flores ha trabajado como especialista en cuidado respiratorio, como cuidadora de ancianos y personas con problemas crónicos respiratorios. Es católica y está casada con un agente fronterizo, con quien tiene cuatro hijos. Mayra es pro-Trump y consiguió el voto de Elon Musk en las elecciones especiales de 2022.

## Biografía
Nació en Burgos (Tamaulipas) en el seno de una familia de trabajadores agrícolas inmigrantes. Su familia se trasladó a Estados Unidos cuando ella tenía seis años y obtuvo la ciudadanía a los 14. Su familia se trasladaba a menudo cada año por todo Texas durante su infancia debido al trabajo de ella y sus padres recogiendo algodón, que comenzó en Memphis, Texas, cuando ella tenía 13 años. Se graduó del South Texas College en 2019.

## Carrera política

### Primeros años
Flores se crio con valores conservadores y, aunque sus padres apoyaban al Partido Demócrata, se sintió atraída por los republicanos debido a sus puntos de vista contra el aborto. Ha dicho que anteriormente era demócrata y votó por Barack Obama en las elecciones presidenciales de 2008, pero dejó el partido poco después.
Antes de sus campañas en el Congreso y poco después de graduarse de la universidad, Flores trabajó en el Partido Republicano del condado de Hidalgo como presidenta de alcance hispano. En 2022, organizó caravanas pro-Trump por el Valle del Río Grande. Antes de su elección al Congreso, Flores usó hashtags asociados con la teoría de la conspiración de QAnon en una publicación de Instagram, aunque también ha negado haber apoyado alguna vez a QAnon. En tuits que luego borró, Flores también promovió la afirmación falsa de que el ataque al Capitolio de los Estados Unidos de 2021 fue "preparado" por miembros de antifa entre la multitud durante los disturbios.

### Cámara de Representantes de los Estados Unidos

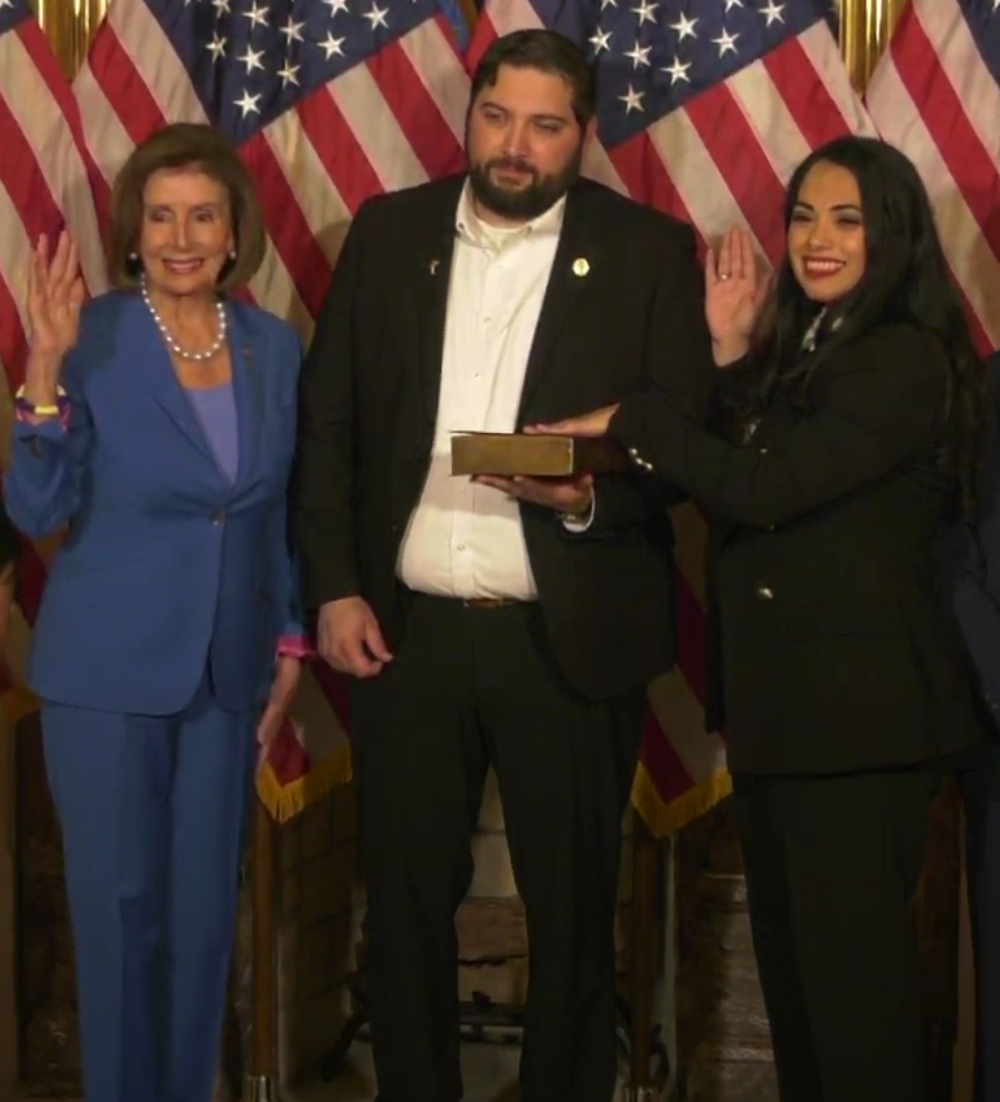
Flores asumiendo el cargo junto a su esposo y la presidenta de la Cámara de Representantes, Nancy Pelosi.

#### Elección especial de 2022
Flores declaró su candidatura a la Cámara de Representantes de los Estados Unidos por el 34.º distrito congresional de Texas después de que el representante demócrata Filemón Vela Jr. anunciara en marzo de 2022 que no se presentaría a la reelección en 2022. Poco después de su anuncio, Flores declaró su candidatura en la elección especial del 14 de junio de 2022, para cubrir la vacante. Flores realizó su campaña apelando a los hispanos y latinos estadounidenses y a su desilusión con el Partido Demócrata, al que han apoyado históricamente en el sur de Texas. La campaña de Flores se centró en su familia, la economía, la seguridad fronteriza y su educación como hija de inmigrantes. Tras el establecimiento de nuevas distritos congresionales como parte del ciclo de redistribución de distritos de los Estados Unidos de 2020, el actual demócrata Vicente González del 15.º distrito congresional de Texas anunció su candidatura para el nuevo distrito 34. El 1 de marzo de 2022, Flores y González ganaron las primarias de sus respectivos partidos para enfrentarse en las elecciones generales del 8 de noviembre de 2022. González no se presentó a la elección especial. Flores derrotó al demócrata Dan Sánchez de Harlingen con el 50.98 % de los votos frente al 43.33 % de Sánchez, evitando una segunda vuelta. Es la primera mujer nacida en México en servir en el Congreso.
Durante la elección especial, Flores recaudó 752 000 dólares en contribuciones, mientras que Sánchez recaudó 46 000 dólares. Flores cambió un escaño demócrata de la Cámara por uno republicano.

#### Congresista
Flores tomó posesión de su cargo ante Nancy Pelosi, la presidenta de la Cámara, el 21 de junio de 2022. Tres días después, Flores habló sobre la opinión de la Corte Suprema en Dobbs v. Jackson, que anuló Roe v. Wade, afirmando que la decisión fue una «gran victoria» y un «sueño hecho realidad».

## Historia electoral
| Condado              | Mayra Flores Republicana | Mayra Flores Republicana | Dan Sánchez Demócrata | Dan Sánchez Demócrata | René Coronado Demócrata | René Coronado Demócrata | Juana Cantu-Cabrera Republicana | Juana Cantu-Cabrera Republicana | Margen | Margen | Total de votos | Participación |
| Condado              | #                        | %                        | #                     | %                     | #                       | %                       | #                               | %                               | #      | %      | Total de votos | Participación |
| -------------------- | ------------------------ | ------------------------ | --------------------- | --------------------- | ----------------------- | ----------------------- | ------------------------------- | ------------------------------- | ------ | ------ | -------------- | ------------- |
| Bee                  | 991                      | 74.6                     | 282                   | 21.2                  | 33                      | 2.5                     | 23                              | 1.7                             | 709    | 53.4   | 1329           | 8.46 %        |
| Cameron              | 9065                     | 47.5                     | 8851                  | 46.4                  | 884                     | 4.6                     | 266                             | 1.4                             | 214    | 1.1    | 19 066         | 8.46 %        |
| DeWitt               | 710                      | 82.1                     | 98                    | 11.3                  | 9                       | 1.0                     | 48                              | 5.5                             | 612    | 70.8   | 865            | 7.14 %        |
| Goliad               | 394                      | 79.6                     | 76                    | 15.4                  | 14                      | 2.8                     | 11                              | 2.2                             | 318    | 64.2   | 495            | 8.62 %        |
| Gonzales (parte)     | 158                      | 82.3                     | 20                    | 10.4                  | 5                       | 2.6                     | 9                               | 4.7                             | 138    | 71.9   | 192            | 4.26 %        |
| Hidalgo (parte)      | 1199                     | 42.8                     | 1460                  | 52.1                  | 111                     | 3.9                     | 34                              | 1.2                             | 261    | 9.3    | 2804           | 4.79 %        |
| Jim Wells            | 651                      | 51.5                     | 565                   | 44.7                  | 34                      | 2.7                     | 14                              | 1.1                             | 86     | 6.8    | 1264           | 4.77 %        |
| Kenedy               | 13                       | 43.3                     | 15                    | 50.0                  | 0                       | 0.0                     | 2                               | 6.7                             | 2      | 6.7    | 30             | 9.71 %        |
| Kleberg              | 863                      | 57.1                     | 563                   | 37.3                  | 65                      | 4.3                     | 20                              | 1.3                             | 300    | 19.8   | 1511           | 8.19 %        |
| San Patricio (parte) | 383                      | 53.3                     | 289                   | 40.2                  | 28                      | 3.9                     | 19                              | 2.6                             | 94     | 13.1   | 719            | 4.53 %        |
| Willacy              | 353                      | 49.4                     | 341                   | 47.7                  | 16                      | 2.2                     | 5                               | 0.7                             | 12     | 1.7    | 715            | 6.05 %        |
| Totals               | 14 780                   | 51.0                     | 12 560                | 43.3                  | 1199                    | 4.1                     | 451                             | 1.6                             | 2220   | 7.7    | 28 990         | 7.34 %        |